# UEFA Europa League 2016-2017 (fase a gironi)
La fase a gironi della UEFA Europa League 2016–2017 si è disputata tra il 15 settembre e il 9 dicembre 2016. Hanno partecipato a questa fase della competizione 48 club: 24 di essi si sono qualificati alla successiva fase a eliminazione diretta, composta da 32 squadre, che conduce alla finale di Solna (alle 24 squadre qualificate si aggiungono le 8 qualificate dalla UEFA Champions League).

## Squadre
| Legenda                                                                       |
| ----------------------------------------------------------------------------- |
| I club primi e secondi classificati avanzano alla fase a eliminazione diretta |
| I club terzi e quarti classificati sono eliminati                             |

| Squadre               | Coeff  |
| --------------------- | ------ |
| Schalke 04            | 96.035 |
| Zenit San Pietroburgo | 93.216 |
| Manchester Utd        | 82.256 |
| Šachtar               | 81.976 |
| Athletic Bilbao       | 75.142 |
| Olympiacos            | 70.940 |
| Villarreal            | 60.142 |
| Ajax                  | 58.112 |
| Inter                 | 58.087 |
| Fiorentina            | 57.087 |
| Anderlecht            | 54.000 |
| Viktoria Plzeň        | 44.585 |

| Squadre         | Coeff  |
| --------------- | ------ |
| AZ Alkmaar      | 43.612 |
| Braga           | 43.116 |
| Salisburgo      | 42.520 |
| Roma            | 41.587 |
| Fenerbahçe      | 40.920 |
| Sparta Praga    | 40.585 |
| PAOK            | 37.440 |
| Steaua Bucarest | 36.576 |
| Genk            | 36.000 |
| APOEL           | 35.935 |
| Standard Liegi  | 27.500 |
| Saint-Étienne   | 26.049 |

| Squadre          | Coeff  |
| ---------------- | ------ |
| Gent             | 25.000 |
| Young Boys       | 24.755 |
| Krasnodar        | 24.216 |
| Rapid Vienna     | 23.520 |
| Slovan Liberec   | 22.085 |
| Celta Vigo       | 21.142 |
| Maccabi Tel Aviv | 20.225 |
| Feyenoord        | 19.112 |
| Austria Vienna   | 19.020 |
| Magonza          | 18.035 |
| Zurigo           | 17.755 |
| Southampton      | 16.756 |

| Squadre            | Coeff  |
| ------------------ | ------ |
| Panathīnaïkos      | 14.940 |
| Sassuolo           | 14.087 |
| Qarabağ            | 13.475 |
| Astana             | 12.575 |
| Nizza              | 12.049 |
| Zorja              | 11.976 |
| Astra Giurgiu      | 11.076 |
| Konyaspor          | 6.920  |
| Ankaraspor         | 6.920  |
| Qəbələ             | 5.225  |
| Hapoel Be'er Sheva | 4.725  |
| Dundalk            | 2.590  |

## Sorteggio
| Gruppo | 1ª fascia             | 2ª fascia       | 3ª fascia        | 4ª fascia          |
| ------ | --------------------- | --------------- | ---------------- | ------------------ |
| A      | Manchester Utd        | Fenerbahçe      | Feyenoord        | Zorja              |
| B      | Olympiacos            | APOEL           | Young Boys       | Astana             |
| C      | Anderlecht            | Saint-Étienne   | Magonza          | Qəbələ             |
| D      | Zenit San Pietroburgo | AZ Alkmaar      | Maccabi Tel Aviv | Dundalk            |
| E      | Viktoria Plzeň        | Roma            | Austria Vienna   | Astra Giurgiu      |
| F      | Athletic Bilbao       | Genk            | Rapid Vienna     | Sassuolo           |
| G      | Ajax                  | Standard Liegi  | Celta Vigo       | Panathīnaïkos      |
| H      | Šachtar               | Braga           | Gent             | Konyaspor          |
| I      | Schalke 04            | Salisburgo      | Krasnodar        | Nizza              |
| J      | Fiorentina            | PAOK            | Slovan Liberec   | Qarabağ            |
| K      | Inter                 | Sparta Praga    | Southampton      | Hapoel Be'er Sheva |
| L      | Villarreal            | Steaua Bucarest | Zurigo           | Ankaraspor         |

## Risultati

### Gruppo A
| Squadra        | Pt | G | V | N | P | GF | GS | DG |
| -------------- | -- | - | - | - | - | -- | -- | -- |
| Fenerbahçe     | 13 | 6 | 4 | 1 | 1 | 8  | 6  | +2 |
| Manchester Utd | 12 | 6 | 4 | 0 | 2 | 12 | 4  | +8 |
| Feyenoord      | 7  | 6 | 2 | 1 | 3 | 3  | 7  | -4 |
| Zorja          | 2  | 6 | 0 | 2 | 4 | 2  | 8  | -6 |

| Arbitro: | Jesús Gil Manzano |

|             |           |  |
| Vilhena 79’ | Marcatori |  |

| Arbitro: | István Kovács |

|               |           |            |
| Hrečyškin 52’ | Marcatori | 90+6’ Kjær |

| Arbitro: | Orel Grinfeeld |

|             |           |  |
| Emenike 18’ | Marcatori |  |

| Arbitro: | Jonas Eriksson |

|                 |           |  |
| Ibrahimović 69’ | Marcatori |  |

| Arbitro: | Benoît Bastien |

|                                                        |           |                |
| Pogba 31’ (rig.), 45+1’ Martial 34’ (rig.) Lingard 48’ | Marcatori | 83’ van Persie |

| Arbitro: | Andris Treimanis |

|               |           |  |
| Jørgensen 55’ | Marcatori |  |

| Arbitro: | Milorad Mažić |

|                 |           |            |
| Sow 2’ Lens 59’ | Marcatori | 89’ Rooney |

| Arbitro: | Jakob Kehlet |

|             |           |               |
| Forster 44’ | Marcatori | 15’ Jørgensen |

| Arbitro: | Harald Lechner |

|                    |           |  |
| Stoch 59’ Kjær 67’ | Marcatori |  |

| Arbitro: | Manuel Gräfe |

|                                                    |           |  |
| Rooney 35’ Mata 69’ Jones 75’ (aut.) Lingard 90+2’ | Marcatori |  |

| Arbitro: | David Fernández Borbalán |

|  |           |         |
|  | Marcatori | 22’ Sow |

| Arbitro: | Tamás Bognár |

|  |           |                                |
|  | Marcatori | 48’ Mkhitaryan 88’ Ibrahimović |

### Gruppo B
| Squadra    | Pt | G | V | N | P | GF | GS | DG |
| ---------- | -- | - | - | - | - | -- | -- | -- |
| APOEL      | 12 | 6 | 4 | 0 | 2 | 8  | 6  | +2 |
| Olympiacos | 8  | 6 | 2 | 2 | 2 | 7  | 6  | +1 |
| Young Boys | 8  | 6 | 2 | 2 | 2 | 7  | 4  | +3 |
| Astana     | 5  | 6 | 1 | 2 | 3 | 5  | 11 | -6 |

| Arbitro: | Aleksandar Stavrev |

|                             |           |                  |
| Vinicius 75’ De Camargo 87’ | Marcatori | 45+1’ Maksimović |

| Arbitro: | Serhij Bojko |

|  |           |               |
|  | Marcatori | 42’ Cambiasso |

| Astana 29 settembre 2016, ore 21:05 CEST 2ª giornata | Astana    | 0 – 0 referto | Young Boys | Astana Arena (21 328 spett.)\| Arbitro: \| Paweł Gil \| |
| Arbitro:                                             | Paweł Gil |               |            |                                                         |

| Arbitro: | Simon Lee Evans |

|  |           |              |
|  | Marcatori | 10’ Sōtīriou |

| Arbitro: | Tobias Stieler |

|                                             |           |               |
| Figueiras 25’ Elyounoussi 33’ Sebá 34’, 65’ | Marcatori | 54’ Kabananga |

| Arbitro: | Tobias Welz |

|                             |           |           |
| Hoarau 18’, 52’, 82’ (rig.) | Marcatori | 14’ Efrem |

| Arbitro: | Orel Grinfeeld |

|               |           |          |
| Despotović 8’ | Marcatori | 29’ Sebá |

| Arbitro: | Sébastien Delferière |

|              |           |  |
| Sōtīriou 69’ | Marcatori |  |

| Arbitro: | Kevin Blom |

|                           |           |           |
| Aničić 59’ Despotović 84’ | Marcatori | 31’ Efrem |

| Arbitro: | Miroslav Zelinka |

|               |           |            |
| Fortounis 48’ | Marcatori | 58’ Hoarau |

| Arbitro: | Carlos del Cerro Grande |

|                                    |           |  |
| da Costa 19’ (aut.) de Camargo 83’ | Marcatori |  |

| Arbitro: | Clayton Pisani |

|                                |           |  |
| Frey 63’ Hoarau 66’ Schick 71’ | Marcatori |  |

### Gruppo C
| Squadra       | Pt | G | V | N | P | GF | GS | DG |
| ------------- | -- | - | - | - | - | -- | -- | -- |
| Saint-Étienne | 12 | 6 | 3 | 3 | 0 | 8  | 5  | +3 |
| Anderlecht    | 11 | 6 | 3 | 2 | 1 | 16 | 8  | +8 |
| Magonza       | 9  | 6 | 2 | 3 | 1 | 8  | 10 | -2 |
| Qəbələ        | 0  | 6 | 0 | 0 | 6 | 5  | 14 | -9 |

| Arbitro: | Svein Oddvar Moen |

|             |           |           |
| Bungert 57’ | Marcatori | 88’ Berič |

| Arbitro: | Harald Lechner |

|                                               |           |          |
| Teodorczyk 14’ R. Santos 41’ (aut.) Capel 77’ | Marcatori | 20’ Dabo |

| Arbitro: | Gediminas Mažeika |

|                                |           |                                   |
| Qurbanov 57’ (rig.) Zenjov 62’ | Marcatori | 41’ Mutō 68’ Córdoba 78’ Öztunalı |

| Arbitro: | Vladislav Bezborodov |

|            |           |                      |
| Roux 90+4’ | Marcatori | 61’ (rig.) Tielemans |

| Arbitro: | Ali Palabıyık |

|                       |           |  |
| Ricardinho 70’ (aut.) | Marcatori |  |

| Arbitro: | Jesús Gil Manzano |

|                  |           |                |
| Mallı 10’ (rig.) | Marcatori | 65’ Teodorczyk |

| Arbitro: | Carlos del Cerro Grande |

|              |           |                       |
| Qurbanov 39’ | Marcatori | 45’ Tannane 53’ Berič |

| Arbitro: | Andreas Ekberg |

|                                                                 |           |               |
| Stanciu 9’, 41’ Tielemans 62’ Teodorczyk 89’, 90+4’ Bruno 90+1’ | Marcatori | 15’ De Blasis |

| Arbitro: | Yevhen Aranovsky |

|                       |           |                                          |
| Ricardinho 15’ (rig.) | Marcatori | 11’ Tielemans 90’ Bruno 90+4’ Teodorczyk |

| Saint-Étienne 24 novembre 2016, ore 21:05 CET 5ª giornata | Saint-Étienne | 0 – 0 referto | Magonza | Stadio Geoffroy Guichard (21 750 spett.)\| Arbitro: \| Bas Nijhuis \| |
| Arbitro:                                                  | Bas Nijhuis   |               |         |                                                                       |

| Arbitro: | István Kovács |

|                         |           |                                      |
| Chipciu 21’ Stanciu 31’ | Marcatori | 62’, 67’ Søderlund 74’ Monnet-Paquet |

| Arbitro: | Simon Lee Evans |

|                        |           |  |
| Hack 30’ De Blasis 40’ | Marcatori |  |

### Gruppo D
| Squadra               | Pt | G | V | N | P | GF | GS | DG |
| --------------------- | -- | - | - | - | - | -- | -- | -- |
| Zenit San Pietroburgo | 15 | 6 | 5 | 0 | 1 | 17 | 8  | +9 |
| AZ Alkmaar            | 8  | 6 | 2 | 2 | 2 | 6  | 10 | -4 |
| Maccabi Tel Aviv      | 7  | 6 | 2 | 1 | 3 | 7  | 9  | -2 |
| Dundalk               | 4  | 6 | 1 | 1 | 4 | 5  | 8  | -3 |

| Arbitro: | Clayton Pisani |

|             |           |             |
| Wuytens 61’ | Marcatori | 89’ Kilduff |

| Arbitro: | Ivan Kružliak |

|                                     |           |                                                      |
| Medunjanin 26’, 70’ Kjartansson 50’ | Marcatori | 77’ Kokorin 84’ Maurício 86’ Giuliano 90+2’ Đorđević |

| Arbitro: | Javier Estrada Fernández |

|                                                             |           |  |
| Kokorin 26’, 59’ Giuliano 48’ Criscito 66’ (rig.) Šatov 80’ | Marcatori |  |

| Arbitro: | Andris Treimanis |

|             |           |  |
| Kilduff 72’ | Marcatori |  |

| Arbitro: | Miroslav Zelinka |

|            |           |                      |
| Benson 52’ | Marcatori | 71’ Mak 77’ Giuliano |

| Arbitro: | István Kovács |

|            |           |                         |
| Mühren 72’ | Marcatori | 24’ Scarione 82’ Golasa |

| Arbitro: | Luca Banti |

|                   |           |            |
| Giuliano 42’, 78’ | Marcatori | 52’ Horgan |

| Tel Aviv 3 novembre 2016, ore 19:00 CET 4ª giornata | Maccabi Tel Aviv | 0 – 0 referto | AZ Alkmaar | Stadio Netanya (11 356 spett.)\| Arbitro: \| Davide Massa \| |
| Arbitro:                                            | Davide Massa     |               |            |                                                              |

| Arbitro: | Aleksandar Stavrev |

|                             |           |  |
| Kokorin 44’ Kerzhakov 90+1’ | Marcatori |  |

| Arbitro: | István Vad |

|  |           |             |
|  | Marcatori | 9’ Weghorst |

| Arbitro: | Svein Oddvar Moen |

|                                   |           |                                 |
| Rienstra 7’ Haps 43’ Tanković 68’ | Marcatori | 58’ Giuliano 80’ (aut.) Wuytens |

| Arbitro: | Robert Schörgenhofer |

|                               |           |                 |
| Ben Haim 21’ (rig.) Micha 38’ | Marcatori | 27’ (aut.) Dasa |

### Gruppo E
| Squadra        | Pt | G | V | N | P | GF | GS | DG |
| -------------- | -- | - | - | - | - | -- | -- | -- |
| Roma           | 12 | 6 | 3 | 3 | 0 | 16 | 7  | +9 |
| Astra Giurgiu  | 8  | 6 | 2 | 2 | 2 | 7  | 10 | -3 |
| Viktoria Plzeň | 6  | 6 | 1 | 3 | 2 | 7  | 10 | -3 |
| Austria Vienna | 5  | 6 | 1 | 2 | 3 | 11 | 14 | -3 |

| Arbitro: | Ruddy Buquet |

|           |           |                   |
| Bakoš 11’ | Marcatori | 4’ (rig.) Perotti |

| Arbitro: | Andreas Ekberg |

|                         |           |                                                       |
| Alibec 18’ Săpunaru 74’ | Marcatori | 16’ (rig.) Holzhauser 33’ Friesenbichler 58’ Grünwald |

| Vienna 29 settembre 2016, ore 21:05 CEST 2ª giornata | Austria Vienna | 0 – 0 referto | Viktoria Plzeň | Ernst Happel Stadion (16 509 spett.)\| Arbitro: \| John Beaton \| |
| Arbitro:                                             | John Beaton    |               |                |                                                                   |

| Arbitro: | Aliyar Aghayev |

|                                                         |           |  |
| Strootman 15’ Fazio 45+2’ Fabrício 47’ (aut.) Salah 55’ | Marcatori |  |

| Arbitro: | Vladislav Bezborodov |

|                                   |           |                                      |
| El Shaarawy 19’, 34’ Florenzi 69’ | Marcatori | 16’ Holzhauser 82’ Prokop 84’ Kayode |

| Arbitro: | Aleksej Es'kov |

|            |           |                              |
| Hořava 86’ | Marcatori | 41’ Alibec 64’ (aut.) Hořava |

| Arbitro: | Xavier Estrada Fernández |

|                        |           |                                           |
| Kayode 2’ Grunwald 89’ | Marcatori | 4’, 65’ Džeko 18’ De Rossi 78’ Nainggolan |

| Arbitro: | Alon Yefet |

|          |           |              |
| Stan 19’ | Marcatori | 25’ Krmenčík |

| Arbitro: | Tobias Stieler |

|                                       |           |           |
| Džeko 11’, 61’, 88’ Matějů 82’ (aut.) | Marcatori | 18’ Zeman |

| Arbitro: | Paweł Raczkowski |

|               |           |                               |
| Rotpuller 57’ | Marcatori | 79’ Florea 88’ (rig.) Budescu |

| Arbitro: | Serhiy Boyko |

|                           |           |                                     |
| Hořava 44’ Ďuriš 72’, 84’ | Marcatori | 19’ (rig.) Holzhauser 40’ Rotpuller |

| Giurgiu 8 dicembre 2016, ore 19:00 CET 6ª giornata | Astra Giurgiu | 0 – 0 referto | Roma | Stadionul Marin Anastasovici (7 100 spett.)\| Arbitro: \| Hüseyin Göçek \| |
| Arbitro:                                           | Hüseyin Göçek |               |      |                                                                            |

### Gruppo F
| Squadra         | Pt | G | V | N | P | GF | GS | DG |
| --------------- | -- | - | - | - | - | -- | -- | -- |
| Genk            | 12 | 6 | 3 | 0 | 2 | 13 | 9  | +4 |
| Athletic Bilbao | 10 | 6 | 3 | 1 | 2 | 10 | 11 | -1 |
| Rapid Vienna    | 6  | 6 | 1 | 3 | 2 | 7  | 8  | -1 |
| Sassuolo        | 5  | 6 | 1 | 2 | 3 | 9  | 11 | -2 |

| Arbitro: | Kevin Blom |

|                                            |           |                        |
| Schwab 51’ Joelinton 59’ Colley 60’ (aut.) | Marcatori | 29’, 90’ (rig.) Bailey |

| Arbitro: | Paweł Raczkowski |

|                                    |           |  |
| Lirola 60’ Defrel 75’ Politano 82’ | Marcatori |  |

| Arbitro: | Tony Chapron |

|           |           |  |
| Beñat 59’ | Marcatori |  |

| Arbitro: | Liran Liany |

|                                  |           |              |
| Karelīs 6’ Bailey 25’ Buffel 61’ | Marcatori | 65’ Politano |

| Arbitro: | Stefan Johannesson |

|                      |           |  |
| Brabec 40’ Ndidi 83’ | Marcatori |  |

| Arbitro: | Hugo Miguel |

|           |           |                      |
| Schaub 7’ | Marcatori | 66’ (aut.) Schrammel |

| Arbitro: | Martin Atkinson |

|                                 |           |                                |
| Aduriz 8’, 24’, 44’, 74’, 90+4’ | Marcatori | 28’ Bailey 51’ Ndidi 79’ Sušić |

| Arbitro: | Craig Pawson |

|                             |           |                           |
| Defrel 34’ Pellegrini 45+2’ | Marcatori | 85’ Jelic 90+1’ Kvilitaia |

| Arbitro: | Ivan Kružliak |

|             |           |  |
| Karelīs 11’ | Marcatori |  |

| Arbitro: | Viktor Kassai |

|                                      |           |                                 |
| Raúl García 10’ Aduriz 58’ Lekue 79’ | Marcatori | 2’ (aut.) Balenziaga 83’ Ragusa |

| Arbitro: | Serdar Gözübüyük |

|               |           |             |
| Joelinton 72’ | Marcatori | 84’ Saborit |

| Arbitro: | Orel Grinfeld |

|  |           |                         |
|  | Marcatori | 58’ Heynen 80’ Trossard |

### Gruppo G
| Squadra        | Pt | G | V | N | P | GF | GS | DG  |
| -------------- | -- | - | - | - | - | -- | -- | --- |
| Ajax           | 14 | 6 | 4 | 2 | 0 | 11 | 6  | +5  |
| Celta Vigo     | 9  | 6 | 2 | 3 | 1 | 10 | 7  | +3  |
| Standard Liegi | 7  | 6 | 1 | 4 | 1 | 8  | 6  | +2  |
| Panathīnaïkos  | 1  | 6 | 0 | 1 | 5 | 3  | 13 | -10 |

| Arbitro: | Hüseyin Göçek |

|            |           |           |
| Dossevi 3’ | Marcatori | 13’ Rossi |

| Arbitro: | Andre Marriner |

|         |           |                          |
| Berg 5’ | Marcatori | 33’ Traoré 67’ Riedewald |

| Arbitro: | Paolo Mazzoleni |

|             |           |  |
| Dolberg 28’ | Marcatori |  |

| Arbitro: | Luca Banti |

|                       |           |  |
| Guidetti 84’ Wass 89’ | Marcatori |  |

| Arbitro: | Ivan Kružliak |

|                         |           |                       |
| Fontàs 29’ Orellana 82’ | Marcatori | 22’ Ziyech 71’ Younes |

| Arbitro: | Daniel Stefański |

|                                    |           |                 |
| Edmilson 45+1’ (rig.) Belfodil 82’ | Marcatori | 12’, 36’ Ibarbo |

| Arbitro: | Paweł Raczkowski |

|                                   |           |                        |
| Ziyech 41’ Dolberg 67’ Younes 71’ | Marcatori | 79’ Guidetti 87’ Aspas |

| Arbitro: | Serhij Bojko |

|  |           |                               |
|  | Marcatori | 61’ Cissé 75’, 90+3’ Belfodil |

| Arbitro: | Benoît Bastien |

|          |           |            |
| Aspas 8’ | Marcatori | 81’ Laifis |

| Arbitro: | Aleksei Eskov |

|                     |           |  |
| Schøne 40’ Tete 50’ | Marcatori |  |

| Arbitro: | Bobby Madden |

|           |           |              |
| Raman 85’ | Marcatori | 27’ El Ghazi |

| Arbitro: | Andris Treimanis |

|  |           |                                 |
|  | Marcatori | 4’ Guidetti 76’ (rig.) Orellana |

### Gruppo H
| Squadra   | Pt | G | V | N | P | GF | GS | DG  |
| --------- | -- | - | - | - | - | -- | -- | --- |
| Šachtar   | 18 | 6 | 6 | 0 | 0 | 21 | 5  | +16 |
| Gent      | 8  | 6 | 2 | 2 | 2 | 9  | 13 | -4  |
| Braga     | 6  | 6 | 1 | 3 | 2 | 9  | 11 | -2  |
| Konyaspor | 1  | 6 | 0 | 1 | 5 | 2  | 12 | -10 |

| Arbitro: | Robert Schörgenhofer |

|  |           |              |
|  | Marcatori | 75’ Ferreyra |

| Arbitro: | Benoît Bastien |

|           |           |              |
| Pinto 24’ | Marcatori | 6’ Milicević |

| Arbitro: | István Vad |

|                    |           |  |
| Saief 17’ Neto 33’ | Marcatori |  |

| Arbitro: | Tobias Stieler |

|                             |           |  |
| Stepanenko 5’ Kovalenko 56’ | Marcatori |  |

| Arbitro: | Anthony Taylor |

|                                                               |           |  |
| Kovalenko 12’ Ferreyra 30’ Bernard 46’ Taison 75’ Malyšev 85’ | Marcatori |  |

| Arbitro: | Aliyar Aghayev |

|              |           |            |
| Milošević 9’ | Marcatori | 55’ Hassan |

| Arbitro: | Aleksei Kulbakov |

|                                       |           |                                                                     |
| Coulibaly 1’ Perbet 83’ Milicević 89’ | Marcatori | 36’ (rig.) Marlos 41’ Taison 45+1’ Stepanenko 67’ Fred 87’ Ferreyra |

| Arbitro: | Alexandru Tudor |

|                                                |           |              |
| Velázquez 34’ Wilson Eduardo 45+1’ Horta 90+7’ | Marcatori | 30’ Rangelov |

| Arbitro: | Kevin Clancy |

|                                                          |           |  |
| Bardakcı 11’ (aut.) Dentinho 36’ Eduardo 66’ Bernard 74’ | Marcatori |  |

| Arbitro: | Vladislav Bezbodorov |

|                             |           |                             |
| Coulibaly 32’ Milićević 40’ | Marcatori | 14’ Stojiljković 36’ Hassan |

| Arbitro: | Jakob Kehlet |

|  |           |                 |
|  | Marcatori | 90+4’ Coulibaly |

| Arbitro: | Ali Palabıyık |

|                               |           |                                  |
| Stojiljković 43’ Vukčević 89’ | Marcatori | 22’, 62’ Kryvcov 39’, 66’ Taison |

### Gruppo I
| Squadra    | Pt | G | V | N | P | GF | GS | DG |
| ---------- | -- | - | - | - | - | -- | -- | -- |
| Schalke 04 | 15 | 6 | 5 | 0 | 1 | 9  | 3  | +6 |
| Krasnodar  | 7  | 6 | 2 | 1 | 3 | 8  | 8  | 0  |
| Salisburgo | 7  | 6 | 2 | 1 | 3 | 6  | 6  | 0  |
| Nizza      | 6  | 6 | 2 | 0 | 4 | 5  | 11 | -6 |

| Arbitro: | Miroslav Zelinka |

|  |           |              |
|  | Marcatori | 6’ Joãozinho |

| Arbitro: | Alberto Undiano Mallenco |

|  |           |                 |
|  | Marcatori | 75’ Rahman Baba |

| Arbitro: | Serdar Gözübüyük |

|                                                |           |             |
| Goretzka 15’ Ćaleta-Car 47’ (aut.) Höwedes 58’ | Marcatori | 72’ Soriano |

| Arbitro: | Ivan Bebek |

|                                                     |           |                           |
| Smolov 22’ Joãozinho 33’, 65’ (rig.) Ari 86’, 90+3’ | Marcatori | 43’ Balotelli 71’ Cyprien |

| Arbitro: | Mark Clattenburg |

|  |           |                 |
|  | Marcatori | 11’ Konopljanka |

| Arbitro: | Yevhen Aranovsky |

|  |           |          |
|  | Marcatori | 13’ Pléa |

| Arbitro: | Slavko Vinčić |

|                                 |           |  |
| Júnior Caiçara 25’ Bentaleb 28’ | Marcatori |  |

| Arbitro: | Hüseyin Göçek |

|  |           |                |
|  | Marcatori | 72’, 73’ Hwang |

| Arbitro: | Liran Liany |

|            |           |            |
| Smolov 85’ | Marcatori | 37’ Dabour |

| Arbitro: | Aliyar Aghayev |

|                                 |           |  |
| Konopljanka 14’ Aogo 80’ (rig.) | Marcatori |  |

| Arbitro: | Radu Petrescu |

|                              |           |  |
| Schlager 22’ Radošević 90+4’ | Marcatori |  |

| Arbitro: | Sandro Schärer |

|                                    |           |            |
| Bosetti 64’ (rig.) Le Marchand 77’ | Marcatori | 52’ Smolov |

### Gruppo J
| Squadra        | Pt | G | V | N | P | GF | GS | DG |
| -------------- | -- | - | - | - | - | -- | -- | -- |
| Fiorentina     | 13 | 6 | 4 | 1 | 1 | 15 | 6  | +9 |
| PAOK           | 10 | 6 | 3 | 1 | 2 | 7  | 6  | +1 |
| Qarabağ        | 7  | 6 | 2 | 1 | 3 | 7  | 12 | -5 |
| Slovan Liberec | 4  | 6 | 1 | 1 | 4 | 7  | 12 | -5 |

| Arbitro: | Stephan Klossner |

|                         |           |                     |
| Míchel 7’ Sadygov 90+4’ | Marcatori | 1’ Sýkora 68’ Baroš |

| Salonicco 15 settembre 2016, ore 21:05 CEST 1ª giornata | PAOK          | 0 – 0 referto | Fiorentina | Stadio Toumba (20 904 spett.)\| Arbitro: \| Slavko Vinčić \| |
| Arbitro:                                                | Slavko Vinčić |               |            |                                                              |

| Arbitro: | Oliver Drachta |

|                                                |           |              |
| Babacar 39’, 45+2’ Kalinić 43’ Zarate 63’, 78’ | Marcatori | 90+2’ Ndlovu |

| Arbitro: | Tamás Bognár |

|               |           |                              |
| Komličenko 1’ | Marcatori | 10’ (rig.), 84’ Athanasiadīs |

| Arbitro: | Serdar Gözübüyük |

|            |           |                             |
| Ševčík 58’ | Marcatori | 8’, 23’ Kalinić 70’ Babacar |

| Arbitro: | Alon Yefet |

|                              |           |  |
| Quintana 56’ Amirguliyev 87’ | Marcatori |  |

| Arbitro: | Aleksandar Stavrev |

|                                              |           |  |
| Ilicić 30’ (rig.) Kalinić 42’ Cristoforo 73’ | Marcatori |  |

| Arbitro: | John Beaton |

|  |           |            |
|  | Marcatori | 69’ Míchel |

| Arbitro: | Stefan Johannesson |

|                                     |           |  |
| Vůch 11’ Komličenko 57’ (rig.), 63’ | Marcatori |  |

| Arbitro: | Stephan Klossner |

|                              |           |                                      |
| Bernardeschi 33’ Babacar 50’ | Marcatori | 5’ Šachov 26’ Djalma 90+3’ Rodrigues |

| Arbitro: | Ivan Bebek |

|              |           |                       |
| Reynaldo 73’ | Marcatori | 60’ Vecino 76’ Chiesa |

| Arbitro: | Andre Marriner |

|                          |           |  |
| Rodrigues 29’ Pelkas 67’ | Marcatori |  |

### Gruppo K
| Squadra            | Pt | G | V | N | P | GF | GS | DG |
| ------------------ | -- | - | - | - | - | -- | -- | -- |
| Sparta Praga       | 12 | 6 | 4 | 0 | 2 | 8  | 6  | +2 |
| Hapoel Be'er Sheva | 8  | 6 | 2 | 2 | 2 | 6  | 6  | 0  |
| Southampton        | 8  | 6 | 2 | 2 | 2 | 6  | 4  | +2 |
| Inter              | 6  | 6 | 2 | 0 | 4 | 7  | 11 | -4 |

| Arbitro: | Jakob Kehlet |

|  |           |                              |
|  | Marcatori | 54’ Miguel Vítor 68’ Buzaglo |

| Arbitro: | Manuel Gräfe |

|                                |           |  |
| Austin 5’, 27’ Rodriguez 90+2’ | Marcatori |  |

| Arbitro: | Artur Soares Dias |

|                          |           |             |
| Kadlec 7’, 25’ Holek 76’ | Marcatori | 71’ Palacio |

| Be'er Sheva 29 settembre 2016, ore 19:00 CEST 2ª giornata | Hapoel Be'er Sheva | 0 – 0 referto | Southampton | Stadio Yaakov Turner (16 138 spett.)\| Arbitro: \| Stefan Johannesson \| |
| Arbitro:                                                  | Stefan Johannesson |               |             |                                                                          |

| Arbitro: | Ivan Bebek |

|  |           |             |
|  | Marcatori | 71’ Pulkrab |

| Arbitro: | Gediminas Mažeika |

|              |           |  |
| Candreva 67’ | Marcatori |  |

| Arbitro: | István Vad |

|                              |           |  |
| Bitton 64’ (aut.) Lafata 69’ | Marcatori |  |

| Arbitro: | Paweł Gil |

|                                  |           |            |
| Van Dijk 64’ Nagatomo 69’ (aut.) | Marcatori | 33’ Icardi |

| Arbitro: | Xavier Estrada Fernández |

|                                              |           |                         |
| Maranhão 58’ Nwakaeme 71’ (rig.) Sahar 90+3’ | Marcatori | 13’ Icardi 25’ Brozović |

| Arbitro: | Jesús Gil Manzano |

|           |           |  |
| Costa 11’ | Marcatori |  |

| Arbitro: | Bart Vertenten |

|               |           |             |
| Éder 23’, 90’ | Marcatori | 54’ Mareček |

| Arbitro: | Paolo Tagliavento |

|                |           |             |
| Van Dijk 90+1’ | Marcatori | 79’ Buzaglo |

### Gruppo L
| Squadra         | Pt | G | V | N | P | GF | GS | DG |
| --------------- | -- | - | - | - | - | -- | -- | -- |
| Ankaraspor      | 10 | 6 | 3 | 1 | 2 | 10 | 7  | +3 |
| Villarreal      | 9  | 6 | 2 | 3 | 1 | 9  | 8  | +1 |
| Zurigo          | 6  | 6 | 1 | 3 | 2 | 5  | 7  | -2 |
| Steaua Bucarest | 6  | 6 | 1 | 3 | 2 | 5  | 7  | -2 |

| Arbitro: | Tobias Welz |

|                             |           |  |
| Diabaté 64’ (rig.) Umar 74’ | Marcatori |  |

| Arbitro: | Sébastien Delferière |

|                              |           |           |
| Pato 28’ J. dos Santos 45+1’ | Marcatori | 2’ Sadiku |

| Arbitro: | Aleksei Eskov |

|                                  |           |           |
| Schönbächler 45+1’ Čavušević 79’ | Marcatori | 73’ Maher |

| Arbitro: | Yevhen Aranovsky |

|            |           |          |
| Muniru 19’ | Marcatori | 7’ Borré |

| Arbitro: | Tamás Bognár |

|               |           |          |
| Golubović 63’ | Marcatori | 86’ Koné |

| Arbitro: | Liran Liany |

|                  |           |                      |
| Rusescu 23’, 24’ | Marcatori | 56’ N'Diaye 74’ Pato |

| Zurigo 3 novembre 2016, ore 21:05 CET 4ª giornata | Zurigo               | 0 – 0 referto | Steaua Bucarest | Stadio Letzigrund (8 060 spett.)\| Arbitro: \| Robert Schörgenhofer \| |
| Arbitro:                                          | Robert Schörgenhofer |               |                 |                                                                        |

| Arbitro: | Harald Lechner |

|                     |           |                     |
| Rodri Hernandez 48’ | Marcatori | 8’ Webó 75’ Rusescu |

| Arbitro: | Paolo Mazzoleni |

|                          |           |            |
| Momčilović 68’ Tamaș 86’ | Marcatori | 30’ Ndiaye |

| Arbitro: | Davide Massa |

|                      |           |             |
| Rodríguez 87’ (rig.) | Marcatori | 14’ Soriano |

| Arbitro: | Matej Jug |

|                            |           |  |
| Delarge 73’ Kılıçaslan 88’ | Marcatori |  |

| Arbitro: | Manuel Gräfe |

|                           |           |           |
| Sansone 16’ Trigueros 88’ | Marcatori | 55’ Achim |

## Tabella riassuntiva
| Gruppo | Vincitore             | 2º classificato    |
| ------ | --------------------- | ------------------ |
| A      | Fenerbahçe            | Manchester Utd     |
| B      | APOEL                 | Olympiacos         |
| C      | Saint-Étienne         | Anderlecht         |
| D      | Zenit San Pietroburgo | AZ Alkmaar         |
| E      | Roma                  | Astra Giurgiu      |
| F      | Genk                  | Athletic Bilbao    |
| G      | Ajax                  | Celta Vigo         |
| H      | Šachtar               | Gent               |
| I      | Schalke 04            | Krasnodar          |
| J      | Fiorentina            | PAOK               |
| K      | Sparta Praga          | Hapoel Be'er Sheva |
| L      | Ankaraspor            | Villarreal         |